# 01-XX
Classificazione delle ricerche matematiche: sezioni di livello 1

00-XX 01 03 05 06 08 | 11 12 13 14 15 16 17 18 19 20 22 | 26 28 30 31 32 33 34 35 37 39 40 41 42 43 44 45 46 47 49 | 
 51 52 53 54 55 57 58 | 60 62 65 68 | 70 74 76 78 | 80 81 82 83 85 86 | 90 91 92 93 94 97-XX
01-XX è la sigla della sezione di livello 1 dello schema di classificazione MSC dedicata a storia e biografia della matematica.
Questa pagina presenta la struttura ad albero delle sottocategorie dei livelli intermedio e dettagliato della suddetta sezione.

## 01-XX
storia e biografia
[vedi anche le sezioni con sigla nn-03 nelle altre sezioni di livello 1]
- 01-00 opere di riferimento generale (manuali, dizionari, bibliografie ecc.)
- 01-01 esposizione didattica (libri di testo, articoli tutoriali ecc.)
- 01-02 presentazione di ricerche (monografie, articoli di rassegna)
- 01-06 atti, conferenze, collezioni ecc.
- 01-08 metodi computazionali

## 01Axx
storia della matematica e dei matematici
- 01A05 testi storici generali, raccolte di testi originali
- 01A07 etnomatematica, generale
- 01A10 paleolitico, neolitico
- 01A12 culture indigene delle Americhe
- 01A13 altre culture indigene (non-europee)
- 01A15 culture indigene europee (pre-greche ecc.)
- 01A16 egizi
- 01A17 babilonesi
- 01A20 greci, romani
- 01A25 cinesi
- 01A27 giapponesi
- 01A29 Asia Sudorientale
- 01A30 Islam medioevale
- 01A32 India
- 01A35 medioevo
- 01A40 XV e XVI secolo, rinascimento
- 01A45 XVII secolo
- 01A50 XVIII secolo
- 01A55 XIX secolo
- 01A60 XX secolo
- 01A61 XXI secolo
- 01A65 contemporanei
- 01A67 prospettive future
- 01A70 biografie, necrologi, personalia, bibliografie
- 01A72 scuole matematiche
- 01A73 università
- 01A74 altre istituzioni ed accademie
- 01A75 raccolte o selezioni di opere; ristampe o traduzioni di classici [vedi anche 00B60]
- 01A80 sociologia (e professione) della matematica
- 01A85 storiografia
- 01A90 studi bibliografici
- 01A99 argomenti vari